# Algirdas (Vorname)
Algirdas ist ein häufiger litauischer männlicher Vorname.

## Namensträger
- Algirdas (1296–1377), Großfürst von Litauen (1345–1377)
- Algirdas Astrauskas (* 1960), Ökonom und Politiker, Vizeinnenminister
- Algirdas Bagušinskas (* 1958), Pädagoge und Politiker, Bürgermeister von Vilkaviškis
- Algirdas Jurgis Bajarkevičius (1947–1996), Schachfunktionär
- Algirdas Bandza (* 1957), Schachspieler
- Algirdas Brazauskas (1932–2010), Politiker, Präsident und Premierminister
- Algirdas Bučas (* 1939), Manager und Unternehmer
- Algirdas Butkevičius (* 1958), Politiker
- Algirdas Čiučelis (1938–2008), Mathematiker und Politiker
- Algirdas Endriukaitis (* 1936), Politiker, Seimas-Mitglied
- Algirdas Genevičius (* 1952), Politiker, Umweltvizeminister
- Algirdas Julien Greimas (1917–1992), litauisch-französischer Semiotiker
- Algirdas Ivanauskas (* 1959), Politiker, Seimas-Mitglied
- Algirdas Jurevičius (* 1972), Bischof von Telšiai
- Algirdas Jurkauskas (*  1937), Ingenieur und Mechanik, Professor
- Algirdas Kamarauskas (* 1962), Manager und Politiker, Vizebürgermeister von Klaipėda
- Algirdas Kopūstas (* 1949), Politiker
- Algirdas Kumža (* 1956), Jurist, Diplomat und Politiker
- Algirdas Kunčinas (* 1948), Philosoph und Politiker, Seimas-Mitglied
- Algirdas Matonis (* 1960), Polizeikommissar,  Kriminalpolizeichef (2005–2014)
- Algirdas Paleckis (* 1971), Politiker, Diplomat und Journalist
- Algirdas Vaclovas Patackas (1943–2015), Politiker
- Algirdas Petrusevičius (* 1937), Politiker, Seimas-Mitglied
- Algirdas Pocius (1930–2021), Schriftsteller und Journalist, Politiker, Seimas-Mitglied
- Algirdas Rauduvė (* 1952), Fernschachspieler
- Algirdas Ražauskas (1952–2008), Politiker, Seimas-Mitglied
- Algirdas Sadkauskas (1947–2013), Politiker, Seimas-Mitglied
- Algirdas Šakalys (* 1942), Transportwissenschaftler und Politiker, Vizeminister
- Algirdas Šemeta (* 1962), Politiker und Ökonom
- Algirdas Šešelgis (*  1953), Politiker, Sozial- und Gesundheitsvizeminister
- Algirdas Šocikas (1928–2012), litauisch-sowjetischer Boxer
- Algirdas Sysas (* 1954), Gewerkschafter, Politiker, Seimas-Mitglied
- Algirdas Taminskas (* 1962), Richter und Professor
- Algirdas Vrubliauskas (* 1966), Politiker von Alytus

### Zweiter Vorname
- Aleksandras Algirdas Abišala (* 1955), Unternehmensberater, Politiker, Premierminister Litauens sowie Minister ohne Portefeuille
- Jonas Algirdas Antanaitis (1921–2018), Politiker, Seimas-Mitglied
- Juozapas Algirdas Katkus (1936–2011), Politiker, Seimas-Mitglied
- Jonas Algirdas Misiūnas (1933–2015), Jurist
- Petras Algirdas Miškinis (1936–2003), Jurist und Politiker
- Vincas Algirdas Pranckietis (1923–2016), Priester und Ehrenbürger von Jonava